# Districte d'Amarajeevi Potti Sri Ramulu Nellore
Districte d'Amarajeevi Potti Sri Ramulu Nellore (Telugu: నెల్లూరు జిల్లా) és el nom oficial adoptat per l'antic districte de Nellore, a l'estat d'Andhra Pradesh, el juny del 2008. El nom correspon a un patriota indi de la lluita per la independència. La seva capital és Nellore. Té una superfície de 13.076 km² i una població (cens del 2001) de 2.668.564 habitants. Les ciutats principals a més de la capital, són Kavali i Gudur. El nom Nellore derivaria de Nelli i voldria dir "Ciutat de l'Arròs".

## Administració
Sri Amarajeevi Potti Sri Ramulu Nellore està dividit en 46 mandals:
1. Allur, 15 pobles.
2. Ananthasagaram, 23 pobles.
3. Anumasamudrampeta, 19 pobles.
4. Atmakur, 23 pobles.
5. Balayapalle, 24 pobles.
6. Bhogolu, 14 pobles.
7. Buchireddipalem, 12 pobles.
8. Chejerla, 22 pobles.
9. Chillakur, 31 pobles.
10. Chittamur, 23 pobles.
11. Dagadarthi, 11 pobles.
12. Dakkili, 26 pobles.
13. Doravarisatram, 22 pobles.
14. Duttalur, 17 pobles.
15. Gudur, 22 pobles.
16. Indukurpet, 18 pobles.
17. Jaladanki, 16 pobles.
18. Kaligiri, 23 pobles.
19. Kaluvoya, 19 pobles.
20. Kavali, 21 pobles.
21. Kodavalur, 17 pobles.
22. Kondapuram, 19 pobles.
23. Kota, 20 pobles.
24. Kovur, 5 pobles.
25. Manubolu, 18 pobles.
26. Marripadu, 24 pobles.
27. Muthukur, 19 pobles.
28. Naidupeta, 18 pobles
29. Nellore, 29 pobles.
30. Ozili, 26 pobles.
31. Pellakur, 24 pobles.
32. Podlakur, 29 pobles.
33. Rapur, 46 pobles (34 Panchayats)
34. Seetharamapuram, 14 pobles
35. Sangam, 19 pobles.
36. Sullurpeta, 19 pobles
37. Sydapuram, 30 pobles.
38. Tada, 17 pobles.
39. Thotapalligudur, 21 pobles.
40. Udayagiri, 16 pobles
41. Vakadu, 18 pobles.
42. Varikuntapadu, 24 pobles
43. Venkatachalam, 25 pobles.
44. Vinjamur, 15 pobles.
45. Venkatagiri, 24 pobles (Manulalape).
46. Vidavalur, 11 pobles

## Història
La història del territori manca de prou dades fins al segle ix; hauria estat sota influència dels mauryes, i dominada per Asoka al segle iii aC, ja que a algunes coves del territori hi ha inscripcions en escriptura brahmi utilitzada pel gran rei. Els coles haurien establert el seu poder el segle I sota Karikalan i haurien governat fins al segle iv. Després van estar en lluita contra els pallaves, els cheres i els pandyes, i van ser suplantats pels pallaves dirigits per Simha Vishnu Pallava; aquestos van dominar la zona entre el segle IV i el VI; després els pallaves van tenir centre més al sud i el seu poder al nord es va esvair progressivament; dels segles vii i viii hi ha restes pallaves i coles (temples al poble d'Udayagiri que correspondrien a aquesta època) i inscripcions que esmenten als pallaves a alguns llocs; les coves de Vundavalli i els temples excavats de Bhairavkonda, del segle viii, semblen correspondre al model d'arquitectura pallava del període de Mahendravarma.
Els chalukyes de Badami, sota Pulakesin II, van conquerir Vengi (prop d'Eluru) el 624; el germà del rei, Kubja Vishnuvardhana (624-641) fou nomenat rei i la dinastia fou coneguda com a chalukyes orientals o de Vengi. Vishnuvardhana va estendre els seus dominis a Srikakulam al nord i a Nellore al sud. Més tard els chalykyes van passar sota autoritat dels rashtrakutes. Des de Gunaga Vijayaditya (848), les inscripcions van començar a portar signes telugus.
El rei Vijayalaya va derrotar els pallaves i va conquerir Thanjavur. Els coles van adquirir llavors moltes parts del sud de l'Índia; segons les inscripcions reials de Parantaka I (907–953) va conquerir el nord fins a Nellore on el seu progrés fou aturat pel rei rashtrakuta Krishna III. Els telugu coles feudataris dels chalukyes de Kalyani, foren nomenats com a sobirans de Pakanadu per ajudar els chalukyes en la seva guerra contra altres coles i van regir Nellore, Kadappa, Chittur i Chengalput amb capital a Vikramasimhapuri (moderna Nellore). Tikka (1223 - 1248) va derrotar els hoyasales i pandyes, va adquirir la regió de Tondaimandalam i va assolir el títol de cholasthapanacharya. Sota Tikka i el seu successor Manumasiddhi II (1248 - 1263), Nellore va fer front a atacs d'altres coles i dels pandyes. Ganapati Deva dels kakatiyes va donar suport als coles.
Vers 1260, va esclatar la lluita entre el rei cola Manumasiddhi i el sobirà de Erragaddapadu (regió de Kanigiri) Katamaraju, causada per la disputa sobre unes terres de pastura; una batalla sagnant es va lliurar a Panchalingala prop de Muttukuru al costat del riu Penner. Les forces de Manumasiddhi dirigides per Khadga Tikkana, cosí del poeta Tikkana, van obtenir la victòria tot i que el seu cap va morir. Poc després va morir Manumasiddhi i l'estat telugu cola de Nellore va perdre importància.
Els kakatyes de Warangal, feudataris dels Chalukyes de Kalyani es van fer independents. Ganapati Deva el seu primer gran rei, va posar moltes àrees telugu sota el seu control. Nellore va passar a formar part del regne dels kakatyes abans del final del segle xiii. Els pandyes de Madura van disputar la zona i la van dominar en alguns moments canviant de mà algunes vegades fins que Prataprudra II els va derrotar. Després de la caiguda dels kakatyes la regió va passar a un cap de nom Tuglaq i després als Kondavidi Reddis. Al final del segle xiv el territori va passar a Vijayanagar sota el rei Krishnadeva Raya. Les ruïnes de la fortalesa construïda per Vijayanagar a Udayagiri, quan aquesta fou conquerida el 1512 per Krishna Raya, encara existeixen. Un governador imperial fou designat per a la regió. El domini efectiu de Vijayanagar va continuar fins a la batalla de Talikot el 1565. Llavors va ser disputada entre els reis de Vijayanagar i els sultans de Bijapur que van acabar imposant la seva sobirania.
Després de la massacre d'Amboina a les Índies Holandeses, els treballadors de la Companyia Anglesa de les Índies Orientals dirigits per Day (que després va fundar el fort Saint George), es van establir a la zona i van crear una factoria a Dugarazupatnam que van anomenar Armagon o Armeghon, del nom d'Arumuga Mudaliyar, el cap del lloc, que els havia ajudat. Armagon fou abandonada el 1639 en favor del nou establiment de Fort Saint George a Madras. Bijapur va passar als mogols el 1687 i va formar part de la nova suba d'Arcot sota nawabs imperials.
El 1753 governava a Nellore Najibullah, germà del nawab d'Arcot; Najibullah es va rebel·lar contra el seu germà el 1757 que va enviar un fort exèrcit; Najibullah es va defensar amb tres mil homes i alguan ajuda que va rebre dels francesos a Masulipatam. Poc després el coronel Forde, que dirigia la força britànica que ajudava al nawab, fou cridat a Madras. Najibullah va començar a fer atacs a territoris del nawab fins a l'atac al famós temple de Tirupati; fou rebutjat per un destacament britànic de Madras, però el 1758 es va unir al francès Moracin i va aconseguir conquerir el lloc. Al començament del 1759, al saber que els francesos, que dirigits per Lally assetjaven Madras, s'havien retirat abandonant el setge, es va declarar a favors dels britànics i va matar a tots els francesos que estaven al seu servei, excepte el seu oficial Saint Denys. Els britànics el van confirmar com a governador de Nellore amb un tribut anual fixat a trenta mil pagodes. A la meitat de l'any següent (1560), Basalat Jang, germà de Salabat Jang, subadar de Dècan (nizam d'Hyderabad) va atacar el districte però en aparèixer una força britànica sota el capità More es va retirar al nord-oest cap a Cuddapah. A la caiguda de Pondichery el 1761, el nawab d'Arcot va demanar ajut als britànics per recuperar el seu domini sobre Nellore, ja que tot i la submissió de Najibullah no l'havia perdonat. Els britànics van estar d'acord i un exèrcit sota el coronel Caillaud va marxar contra Najibullah al començament del 1762, va ocupar Nellore el febrer, i poc després entregava el districte al nawab.
Durant la guerra contra Haidar Ali de Mysore (1768-1782) Nellore es va escapar de la devastació general. En l'assignació d'ingressos del Carnàtic pel nawab a la Companyia Britànica de les Índies Orientals, el 1781, Nellore va passar per primer cop sota directe administració britànica. L'administra total del districte fou cedida temporalment per dos anys el 1790 i Dighton fou nomenat primer col·lector a Nellore i Erskine a Ongole i Palnad; ni el zamindari de Venkatagiri ni la taluka de Kanigiri en formaven part. El 1792 es va crear el districte i Dyton fou nomenat com a primer col·lector. El 1801 fou cedit definitivament, junt amb la resta del Carnàtic, en plena sobirania, pel nawab Azim al-Dawla (1801-1819) i Travers fou nomenat col·lector. El 1838 el jagir de Udayagiri fou confiscat sota l'acusació al seu propietari de participar en una conspiració organitzada pel nawab de Kurnool. El 1863 va quedar amb els territoris que mantindria fins al 1904; en aquest any (1863) Sriharikota Island hi fou inclosa.
Fou part de la presidència de Madras amb 22.691 km². Les muntanyes exteriors dels Ghats, coneguges localment com Velikonda (Muntanyes de Fora) separen el districte de Cuddapah i Kurnool per l'oest; els rius principals eren set: Kandleru, Swarnamukhi, Penner, Manneru, Paleru, Musi i Gundlakamma.
La població era: 
- 1871: 1.376.811
- 1881: 1.220.236
- 1891: 1.463.736
- 1901: 1.496.987

Hi havia 1.758 pobles i 10 ciutats destacant Nellore, la capital del districte, amb una població de 32.040 habitants el 1901, i Ongole (12.864 habitants, va ser part del districte fins al 1904). La població era hindú en un 90%, musulmana en un 6%, i cristiana el 4% (fins al 1904, ja que els cristians estaven concentrats a Ongole). La llengua comuna era el telugu (93%). Les castes principals eren els kapus, kammes, males i golles; la tribu més notable eren els yanadis.
Administrativament estava dividit fins al 1904 en 5 subdivisions, 9 talukes i 4 subtahsils (zamindaris).
- Atmakur 
  - Amatkur
  - Udayagiri
- Nellore 
  - Nellore
  - Kavali
- Gudur 
  - Gudur
  - Rapur
  - Venkatagiri (subtehsil)
  - Polur (capital Sulurpet) (subtehsil)
- Ongole 
  - Ongole
  - Kandukur
  - Kanigiri
  - Darsi (subtehsil)
  - Podili (subtehsil)

El 1904 la taluka d'Ongole fou traslladada al districte de Guntur novament format, quedant el districte amb una superfície de 230.629 km² i una població d'1.272.815 habitants. Els zamindaris eren quatre: Venkatagiri, Kalahasti (190 pobles a Udayagiri, Kanigiri, Atmakur, Kavali, i Kandukur), Chundi (35 pobles) i Mutyalapad (3 pobles a Kandukur). La taluka de Nellore tenia 1652 km² i una població de 226.383 habitants el 1901; la capital de la taluka era Nellore i la segona ciutat Allur i hi havia 149 pobles.

## Arqueologia
- Fort de Udayagiri.
- Diverses torres (gopurams) que adornen alguns temples
- Monòlit, stambha (pilar) a Sangam
- Monòlit, stambha (pilar) a Chundi
- Inscripcions del temps de Vijayanagar i algunes chalukyes.
- Monedes romanes d'Hadrià i Trajà